# Simon de Saint-Quentin
Simon de Saint-Quentin (XIIIe siècle, fl. 1245-1248) était un moine dominicain et diplomate qui a accompagné Ascelin de Lombardie dans l’une des ambassades que le pape Innocent IV envoya aux Mongols en 1245. 
Le compte-rendu de la mission, rédigé par Simon, est perdu dans sa forme originale mais une grande partie a été conservée par Vincent de Beauvais dans son « Speculum Historiale », où dix-neuf chapitres sont expressément déclarés être « ex libello fratris Simonis ».